# Garnizon Rzeszów
Garnizon Rzeszów – garnizon Cesarskiej i Królewskiej Armii, Wojska Polskiego II RP (1918-1939), ludowego Wojska Polskiego (1945-1989) i Sił Zbrojnych RP (po 1989) w Rzeszowie.
Rozporządzeniem Ministra Obrony Narodowej z 10 sierpnia 2022 w sprawie utworzenia, przekształcenia i zniesienia garnizonów oraz określenia zadań, siedzib i terytorialnego zasięgu właściwości ich dowódców, określono  terytorialny zasięg Garnizonu Poznań. Obejmuje on (2022) miasto Rzeszów i Krosno oraz powiaty: dębicki, jasielski, krośnieński, łańcucki, ropczycko-sędziszowski, rzeszowski, strzyżowski.

## Garnizon cesarsko-królewski (1914)
- 6 Pułk Ułanów
- 17 Pułk Piechoty Obrony Krajowej
- 40 Pułk Piechoty
- II Dywizjon 3 Pułku Ułanów Obrony Krajowej

## Garnizon Wojska Polskiego II RP
Zgodnie z obowiązującymi w okresie międzywojennym zasadami pod pojęciem garnizon rozumiano miejscowość, w której na stałe przebywają różne formacje zbrojne. Obszar garnizonu zamknięty był strefą, którą ustalał dowódca okręgu korpusu. W pierwszych latach po odzyskaniu niepodległości struktura organizacyjna władz garnizonowych była zróżnicowana i oparta głównie na wzorcach armii zaborczych. Organizacja władz garnizonowych zmieniała się kilkakrotnie, jednak zasadą było: najstarszy rangą dowódca pełnił funkcję dowódcy (później komendanta) garnizonu. Organem wykonawczym były – w zależności od wielkości garnizonu – Komendy Miast, Komendy Placu i Oficerowie Placu.
Piechota
- 17 Pułk Piechoty (1918-1939)
- Rzeszowski Batalion Obrony Narodowej (1938-1939)

Kawaleria
- Dowództwo 10 Brygady Kawalerii
- 20 Pułk Ułanów im. Króla Jana III Sobieskiego
- Dywizjon Rozpoznawczy 10 Brygady Kawalerii (1938-1939)
- Dywizjon Przeciwpancerny 10 Brygady Kawalerii (1937-1939)
- Szwadron Łączności 10 Brygady Kawalerii
- Pluton Regulacji Ruchu 10 Brygady Kawalerii

Artyleria
- 22 Pułk Artylerii Lekkiej (do IX 1933)
- 10 Dywizjon Artylerii Konnej (X 1933 – III 1937)

Jednostki garnizonowe
- Komenda Placu
- Parafia wojskowa obrządku rzymskokatolickiego:

## Garnizon ludowego Wojska Polskiego 1945-1989
- Dowództwo i sztab 12 Korpusu Piechoty
- Dowództwo i sztab 12 Korpusu Armijnego
  - 30 batalion łączności
- Dowództwo i sztab 9 Drezdeńskiej Dywizji Piechoty
  - 30 pułk piechoty
  - 29 batalion łączności
- Dowództwo i sztab 9 Drezdeńskiej Dywizji Zmechanizowanej
  - 30 pułk zmechanizowany
- 9 Baza Materiałowo-Techniczna
- Wojewódzki Sztab Wojskowy

## Garnizon Wojska Polskiego po 1989
- Wojewódzki Sztab Wojskowy
- 21 Brygada Strzelców Podhalańskich
- 21 Rejonowe Warsztaty Techniczne